# شهرام ناظري
شهرام ناظري (بالفارسية: شهرام ناظرى، وبالكردية: Şehram Nazirî أو شارام نازرى) هو مغنٍّ إيراني معاصر من أصول كردية، اشتهر بغناء الأغاني التقليدية الكردية والفارسية. يعد ناظري من منشدي إيران المرموقين، وقد غنى ألحان كوكبة من أعلام الموسيقى الفارسية من أمثال جليل شهناز وحسين عليزاده وجلال ذو الفنون وفرامرز پايور.

## مولده وبداياته الموسيقية
ولد ناظري في كرمانشاه سنة 1951، قامت أمه على تنمية موهبته الموسيقية منذ نعومة أظفاره، ثم تعلم الموسيقى على أيدي معلمين من أبرز أعلام الموسيقى الفارسية، ومنهم عبد الله دوامي ونور علي بورمند ومحمود كريمي.

## موسيقاه
كان ناظري هو أول منشد يقوم بتلحين شعر جلال الدين الرومي ـ منذ ما يربو على خمسة وثلاثين عامًا ـ ليرسي بذلك واحدًا من تقاليد الموسيقى الصوفية الإيرانية. وقد تمكن بموسيقاه من الوصول بكل من شعر الرومي وبالموسيقى الصوفية إلى مسامع جمهور الموسيقى الغربية. وقد أطلقت عليه جريدة نيويورك تايمز لقب «العندليب الفارسي» ومنحته جريدة كريستيان ساينس مونيتور لقب «بافاروتي إيران».
أصدر ناظري حتى اليوم ما يزيد على أربعين ألبومًا، ويعد ألبومه «گل صدبرگ» (الوردة ذات البتلات المائة) من بين أعلى الألبومات مبيعًا في تاريخ الموسيقى الفارسية التقليدية والموسيقى الصوفية.
تخصص ناظري في تراث الموسيقى الصوفية الثري، وقام بتلحين وغناء العديد من القصائد الصوفية لجلال الدين الرومي وحافظ والعطار وغيرهم. ويعرف ناظري على الأخص بعكوفه لعدة عقود على أشعار جلال الدين الرومي، كما يعكف على تلحين وتوزيع سيمفونية مستوحاة من ملحمة الفردوسي «الشاهنامه».
ورد اسم ناظري في قائمة أكثر خمسمائة مسلم تأثيرًا في العالم، وفقًا للمركز الملكي الإسلامي للدراسات الاستراتيجية في العاصمة الأردنية عمان.

## أعماله
من أشهر ألبوماته:
- امير كبير (2011) من ألحان پژمان طاهري.
- أشجان الرومي (بالفارسية: شور رومي) (2008)، من ألحان شهرام ناظري وتوزيع ابنه حافظ ناظري.
- كتاب التقشف (2007)، مع فرّخزاد لايق.
- شورانگيز، من ألحان حسين عليزاده.
- گل صدبرگ (الوردة ذات البتلات المائة) (1984) من ألحان جلال ذو الفنون وشهرام ناظري ورضا قاسمي.